# Mrocznicowate
Mrocznicowate (Erebidae) – rodzina motyli z podrzędu Glossata i nadrodziny Noctuoidea.
Motyle zróżnicowane morfologicznie. Przedstawicieli rodziny można rozróżnić po charakterystyce skrzydeł dorosłych osobników. Żyłka łokciowa skrzydła przedniego rozgałęzia się na dwie, trzy lub cztery żyłki (przeważnie). Osiągają od 8 do 300 mm (u Thysania agrippina) rozpiętości skrzydeł. Mają głowę o czułkach od szczeciniastych, przez piłkowane i grzebykowate po pierzaste, czasem o zredukowanej ssawce, a tułów i odwłok o dość tęgiej budowie, zwykle owłosione. Wśród imagines znaleźć można gatunki żywiące się sokami wysysanymi z owoców czy łzami (lachyrofagia). Dorosłe z rodzaju Calyptra potrafią nacinać skórę i ssać krew (hematofagia).
Takson kosmopolityczny. W Polsce reprezentowany przez 111 gatunków.

## Taksonomia
Rodzina różnie definiowana w przeszłości. Szereg molekularnych analiz filogenetycznych dotyczących Noctuoidea pozwolił rozpoznać w mrocznicowatych grupę siostrzaną Nolidae i zaliczyć doń liczne taksony klasyfikowane wcześniej jako osobne rodziny (brudnicowate, niedźwiedziówkowate) lub podrodziny sówek (np. wstęgówki czy Rivulinae). Według współczesnej definicji należy tu około 25 tysięcy opisanych gatunków. Reza Zahiri wyróżnia na podstawie wspomnianych analiz 18 podrodzin mrocznicowatych o silnie do umiarkowanie wspartym monofiletyzmie:
- Scoliopteryginae
- Rivulinae
- Anobinae
- Hypeninae
- Lymantriinae – brudnicowate
- Pangraptinae
- Herminiinae
- Aganainae
- Arctiinae – niedźwiedziówkowate
- Calpinae
- Hypocalinae
- Eulepidotinae
- Toxocampinae
- Tinoliinae
- Scolecocampinae
- Hypenodinae
- Boletobiinae
- Erebinae

Podrodzina wstęgówek (Catocalinae) okazała się polifiletyczna. Trzon tej grupy zaklasyfikowany został do podrodziny Erebinae.